# Stallehr
Stallehr település Ausztria legnyugatibb tartományának, Vorarlbergnek a Bludenzi járásában található. Területe 1,66 km², lakosainak száma 279 fő, népsűrűsége pedig 170 fő/km² (2014. január 1-jén). A település 600 méteres tengerszint feletti magasságban helyezkedik el.

## Fordítás
- Ez a szócikk részben vagy egészben  a   Stallehr című angol Wikipédia-szócikk ezen változatának fordításán alapul.  Az eredeti cikk szerkesztőit annak laptörténete sorolja fel. Ez a jelzés csupán a megfogalmazás eredetét és a szerzői jogokat jelzi, nem szolgál a cikkben szereplő információk forrásmegjelöléseként.